# Corynotheca licrota
Corynotheca licrota är en grästrädsväxtart som beskrevs av Rodney John Francis Henderson. Corynotheca licrota ingår i släktet Corynotheca, och familjen grästrädsväxter. Inga underarter finns listade i Catalogue of Life.